# Tatsuhiro Yonemitsu
Tatsuhiro Yonemitsu (米満 達弘?; Yamanashi, 5 agosto 1986) è un lottatore giapponese nella categoria 66 kg (libera), categoria in cui si è laureato campione olimpico ai Giochi della XXX Olimpiade di Londra.

## Palmarès
- Giochi olimpici

2012 - Londra: oro nella categoria fino a 66 kg.
- Mondiali

2009 - Herning: bronzo nella categoria fino a 66 kg.
2011 - Istanbul: argento nella categoria fino a 66 kg.
- Giochi asiatici

2010 - Canton: oro nella categoria fino a 66 kg.
- Campionati asiatici di lotta

2009 - Pattaya: argento nella categoria fino a 66 kg.